# Radomaniola
Radomaniola is een geslacht van weekdieren uit de klasse van de Gastropoda (slakken).

## Soorten
- Radomaniola albanica (Radoman, 1973)
- Radomaniola bulgarica Glöer & Georgiev, 2009
- Radomaniola curta (Küster, 1852)
- Radomaniola feheri Georgiev, 2013
- Radomaniola rhodopensis Glöer & Georgiev, 2009
- Radomaniola seminula (Frauenfeld, 1863)
- Radomaniola strandzhica Georgiev & Glöer, 2013